# Dai Xiaoxiang
Dai Xiaoxiang (en chino: 戴小祥; Xiamen, 15 de diciembre de 1990) es un deportista chino que compitió en tiro con arco, en la modalidad de arco recurvo. Participó en los Juegos Olímpicos de Londres 2012, obteniendo una medalla de bronce en la prueba individual.

## Palmarés internacional
| Juegos Olímpicos | Juegos Olímpicos      | Juegos Olímpicos  | Juegos Olímpicos |
| Año              | Lugar                 | Medalla           | Prueba           |
| ---------------- | --------------------- | ----------------- | ---------------- |
| 2012             | Londres (Reino Unido) | Medalla de bronce | Individual       |